# 中尾明慶
中尾明慶（日语：／ Nakao Akiyoshi，1988年6月30日—），出生於東京都的日本男演員，所屬經紀公司為Horipro。身高171公分，血型A型。專長是職業棒球選手的形態模仿。

## 主要演出
粗體為主演作品

### 電視劇
- 冠軍大胃王（フードファイト）（2000年、NTV）
- 3年B組金八先生（第6輯）（2001年，TBS）- 飾演：山越祟行
- 明智小五郎對怪人二十面相（2001年，TBS）- 飾演：小林少年
- 夢想飛行Good Luck（2003年，TBS）- 飾演：新海誠
- 水男孩2（2004年，CX）- 飾演：山本洋介
- H2（2005年，TBS）- 飾演：野田敦
- 東大特訓班（2005年，TBS）- 飾演：奥野一郎
- Brother Beat（2005年，TBS）- 飾演：三男・桜井純平
- 戀愛小說（2006年，TBS）
- 偵探學園Q（2006年，NTV）- 飾演：三郎丸豊
- 水手服與機關槍（2006年，TBS）- 飾演：酒井健次
- 拜求舖橫丁始末記（2006年，EX）- 飾演：市川正太郎
- 三日遲滯的Happy new year！（2007年，NTV）- 飾演：田中純太
- 我腦海中的橡皮擦（2007年，NTV）- 飾演：香野智史
- 學問的推薦（2007年，ABC） - 飾演：津吹淳一
- ROOKIES（2008年4月，TBS）- 飾演：関川秀太
- 裸體的大將流浪記〜因為冒牌貨出現在富士山？（2008年10月、CX）- 飾演：佐野隼人
- 我无法恋爱的理由（2011年10月，CX）- 飾演：高桥健太
- 王牌大律師2（リーガル・ハイ 2）（2013年10月，CX）- 飾演：土屋秀典
- 永遠的0（2015年，TX）- 飾演：長谷川梅男
- 戀愛時代（2015年，讀賣電視台）- 飾演：海江田護
- 黑服物語（日语：黒服物語）（2015年，朝日電視台）- 飾演：立花裕治
- 嬌妻出沒注意（2017年，日本電視台）- 飾演：佐藤涉
- 風流韻事審查委員會（2018年4月，TBS）- 飾演：安永紳一郎
- 行骗天下JP 第7話（2018年5月21日，富士電視台）- 飾演：與論祐彌
- 監察醫 朝顏（2019年7月8日，富士電視台）- 飾演：高橋涼介
- 夏洛克：未敘之章 第1話（2019年10月7日，富士電視台）- 飾演：赤羽榮光
- Living 第3話（2020年6月6日，NHK綜合）[1][2][3]
- 監察醫 朝顏 第2季（2020年11月2日，富士電視台）- 飾演：高橋涼介
- 天國與地獄（2021年1月，TBS）- 飾演：九十九聖
- 東大特訓班2（2021年6月27日，TBS）- 飾演：奧野一郎（※最終話特別出演）
- 六本木Class（2022年7月，朝日電視台）- 飾演：內山亮太
- PICU 小兒集中治療室（2022年10月，富士電視台）- 飾演：東上宗介
- First Love 初戀（2022年11月，Netflix）- 飾演：河野凡二
- 蛋黃哥大冒險（ぐでたま 〜母をたずねてどんくらい〜）（2022年12月，Netflix）- 飾演：井上導演
- 元氣囝仔（2023年7月，富士電視台）飾演：川藤鷹生
- Hyena（2023年10月，東京電視台）- 飾演：橋本俊介
- Ensemble 第1話（2025年1月，日本電視台）- 飾演：二瓶隆也

### 電影
- 戰國自衛隊1549（2005年，東寶）
- Captain Tokyo（日语：キャプテントキオ）（2007年）- 飾 ニッタ
- ROOKIES－卒業－（2009年5月，東寶）
- 穿越時空的少女 （2010年）
- 痞子英雄首部曲：全面開戰（2012年，東映）- 配音
- 逆轉裁判 - 飾 矢張政志
- 暗金丑岛君2 (2014年) - 飾 爱泽浩司
- 東京難民（2014年2月22日，Phantom Film）- 飾 小次郎
- 鄰居同居（2014年4月12日，東映）- 飾 佐藤亮介
- 今夜，在浪漫劇場與你相遇（日语：今夜、ロマンス劇場で）（2018年2月10日，日本華納娛樂）- 飾 山中伸太郎
- 婚顧女王（2022年3月12日，松竹） 飾演 相馬慎治

## 外部連結
- HORIPRO 官方網站
- HORIPRO 中尾明慶的資料 （页面存档备份，存于）
- 中尾明慶 Official Blog 「一笑」 （页面存档备份，存于）
- 中尾明慶的Facebook專頁
- 中尾明慶的Instagram帳戶
- YouTube上的中尾明慶頻道
- 中尾明慶 LINE BLOG （页面存档备份，存于）
- 中尾明慶在互联网电影资料库（IMDb）上的資料（英文）